# バラード・ベスト 〜25th Anniversary Selection〜
『バラード・ベスト 〜25th Anniversary Selection〜』（バラード・ベスト トゥエンティフィフス・アニバーサリー・セレクション）は、日本の歌手中森明菜のバラード・ベスト・アルバム。このアルバムは2007年3月28日にユニバーサルシグマよりリリースされた (CD: UMCK-1223, CD+DVD: UMCK-9177)。

## 背景
『バラード・ベスト 〜25th Anniversary Selection〜』は、中森のバラード楽曲を集めた本人選曲によるバラード・ベスト・アルバムである。このアルバムは、『BEST FINGER 25th anniversary selection』、『歌姫ベスト 〜25th Anniversary Selection〜』に続くデビュー25周年企画の第3弾として、2007年3月28日に通常盤 (CD: UMCK-1223)、初回限定盤 (CD+DVD: UMCK-9177)の2種類でリリースされた。2007年4月4日には、デジタル・ダウンロードでもリリースされた。本作は1993年以降に録音した既発楽曲からのセレクトに加えて、2007年に新たに録音した「難破船」（1987年）、「SOLITUDE」（1985年）、「帰省 〜Never Forget〜」（1998年）の3曲のシングルや、新曲「あの夏の日」が収録された。このアルバムのレコーディングは、SOUND CITY、ウエストサイドで行われ、2007年新録バージョンのアレンジは上杉洋史が担当した。「あの夏の日」は、ミュージック・ビデオも制作され、2007年6月発売の『艶華 -Enka-』の初回限定盤DVDに収録された。この楽曲のミュージック・ビデオの監督は、セキリュウジが務めた。本作の初回限定盤のDVDには、1983年に行われたファースト・ツアーAkina Milkyway '83 春の風を感じての新宿厚生年金会館でのライブの模様をダイジェストで収録した。資料用に撮影されたものを関係者が保管していたことがこのほど判明したものだという。2007年1月20日放送の『めざましどようび』（本人生出演）で一部が初公開された。

## 批評
『CDジャーナル』は本作について「特に85年当時都会的だった『SOLITUDE』は大陸的で優美に変化、98年の『帰省 〜Never Forget〜』はより鬼気迫る歌唱でライヴ感たっぷり。」と批評した。

## チャート成績
『バラード・ベスト 〜25th Anniversary Selection〜』は、オリコン週間アルバムチャートの2007年4月9日付で初登場し、最高順位13位を記録した。同チャートには、計7週に渡ってランクインしている。

## 収録曲
| #         | タイトル                                                                | 作詞                                  | 作曲             | 編曲      | 時間  |
| --------- | ----------------------------------------------------------------------- | ------------------------------------- | ---------------- | --------- | ----- |
| 1.        | 「難破船」(2007 ver.)                                                   | 加藤登紀子                            | 加藤登紀子       | 上杉洋史  | 4:27  |
| 2.        | 「セカンド・ラブ」(from 『歌姫D.D.』)                                   | 来生えつこ                            | 来生たかお       | 武部聡志  | 4:43  |
| 3.        | 「あの夏の日」                                                          | エリコ                                | 市川淳           | 市川淳    | 4:40  |
| 4.        | 「LIAR」(from 『true album akina 95 best』)                             | 白峰美津子                            | 和泉一弥         | 向谷実    | 4:53  |
| 5.        | 「水に挿した花」(from 『歌姫D.D.』)                                     | 只野菜摘                              | 広谷順子         | 武部聡志  | 4:43  |
| 6.        | 「陽炎」(from 『UNBALANCE+BALANCE+6』)                                  | 中森明菜                              | 玉置浩二         | 鳥山雄司  | 4:18  |
| 7.        | 「赤い花」                                                              | KIM HYUNG SEOK 川江美奈子（日本語詞） | KIM HYUNG SEOK   | 武部聡志  | 5:28  |
| 8.        | 「SAND BEIGE -砂漠へ-」(from 『歌姫D.D.』)                              | 許瑛子                                | 都志見隆         | 千住明    | 4:42  |
| 9.        | 「SOLITUDE」(2007 ver.)                                                 | 湯川れい子                            | タケカワユキヒデ | 上杉洋史  | 4:56  |
| 10.       | 「二人静 -「天河伝説殺人事件」より」(from 『true album akina 95 best』) | 松本隆                                | 関口誠人         | 向谷実    | 4:06  |
| 11.       | 「月華」(from 『UNBALANCE+BALANCE+6』)                                  | 松井五郎                              | 梶原秀剛         | 松本晃彦  | 5:01  |
| 12.       | 「予感」(from 『true album akina 95 best』)                             | 飛鳥涼                                | 飛鳥涼           | 樫原伸彦  | 4:54  |
| 13.       | 「初めて出逢った日のように」                                            | KIM HYUNG SEOK 松井五郎（日本語詞）   | KIM HYUNG SEOK   | 武部聡志  | 4:23  |
| 14.       | 「駅」(from 『歌姫D.D.』)                                               | 竹内まりや                            | 竹内まりや       | 千住明    | 4:42  |
| 15.       | 「帰省 〜Never Forget〜」(2007 ver.)                                    | 鈴康寛・atsuko                        | 鈴康寛           | 上杉洋史  | 5:42  |
| 合計時間: | 合計時間:                                                               | 合計時間:                             | 合計時間:        | 合計時間: | 71:38 |

| #  | タイトル                         | 作詞       | 作曲       |
| -- | -------------------------------- | ---------- | ---------- |
| 1. | 「オープニング〜セカンド・ラブ」 | 来生えつこ | 来生たかお |
| 2. | 「ダウンタウンすと〜り〜」       | 伊達歩     | 芳野藤丸   |
| 3. | 「カタストロフィの雨傘」         | 篠塚満由美 | 和泉常寛   |
| 4. | 「1⁄2の神話」                    | 売野雅勇   | 大沢誉志幸 |
| 5. | 「にぎわいの季節へ」             | 大津あきら | 木森敏之   |
| 6. | 「スローモーション」             | 来生えつこ | 来生たかお |
| 7. | 「少女A」                        | 売野雅勇   | 芹澤廣明   |

## リリース履歴
| 発売日        | レーベル           | 規格   | 品番      | 備考       |
| ------------- | ------------------ | ------ | --------- | ---------- |
| 2007年3月28日 | ユニバーサルシグマ | CD     | UMCK-1223 | 通常盤     |
| 2007年3月28日 | ユニバーサルシグマ | CD+DVD | UMCK-9177 | 初回限定盤 |
| 2017年5月3日  | ユニバーサルシグマ | UHQCD  | UPCH-7277 | 限定盤     |

## クレジット
『バラード・ベスト 〜25th Anniversary Selection〜』のライナー・ノーツより
ミュージシャン
| - 上杉洋史：アレンジ (M-1、15)、ピアノ (M-1、3、15)、アレンジ・ピアノ (M-9) - 日高恵一：ギター (M-1、15) - HIROSHI YAMAZAKI：ベース (M-1、15) - 松本幸弘：ドラムス (M-1、15) - クラッシャー木村ストリングス：ストリングス (M-1、15) - 市川淳：アレンジ & プログラミング (M-3) - 弦一徹ストリングス：ストリングス (M-3) | - 古川望：ギター (M-3) - 種子田健：ベース (M-3) - 高屋亜希那：コーラス (M-3) - クラッシャー木村：ヴァイオリン (M-9) - YOSHIHIKO KANEKO：ヴァイオリン (M-9) - 三木章子：ヴィオラ (M-9) - 岩永知樹：チェロ (M-9) |

スタッフ
| - Recorded & Mixed by 安達義規 (MIXER'S LAB) - Recorded at SOUND CITY & ウエストサイド - Mixed at ウエストサイド - Mastered by HIDEAKI NISHIMURA（ユニバーサルミュージック・マスタリング） - アート・ディレクション：中島裕次 - デザイナー：TEN TONAKAI - 撮影：RYO KANZAKI - アートワーク・コーディネーション：宮本仁美 (UNIVERSAL MUSIC K.K.) - Directed by 鈴木順 (Halftone MUSIC & Systems) | - A&R：森淳一 & TETSUTARO IDA（ユニバーサルシグマ） - セールス・プロモーション：NAOKO IWASAKI (UNIVERSAL MUSIC K.K.) - Head of Sales Promotion：HIROSHI TOKUNAGA (UNIVERSAL MUSIC K.K.) - Heads of Media Promotoion：TOSHIO KANEHAKO and DAISUKE FUJIKAWA（ユニバーサルシグマ） - Head of Product Management Division：大原浩（ユニバーサルシグマ） - エグゼクティブ・プロデューサー：寺林晁 (UNIVERSAL MUSIC K.K.)、藤倉尚（ユニバーサルシグマ） - エグゼクティブ・プロデューサー&ディレクター：門村崇志 - スペシャル・サンクス：千住明、川原伸司 |

## Akina Milkyway '83 春の風を感じて
Akina Milkyway '83 春の風を感じて（アキナ・ミルキー・ウェイ はるのかぜをかんじて）は、日本の歌手中森明菜のコンサート・ツアー。このツアーは1983年に開催された。
背景
Akina Milkyway '83 春の風を感じては、スタジオ・アルバム『プロローグ〈序幕〉』、『バリエーション〈変奏曲〉』、『ファンタジー〈幻想曲〉』を引っ提げた中森の全国ファースト・コンサート・ツアーである。2007年3月に発売された中森のベスト・アルバム『バラード・ベスト 〜25th Anniversary Selection〜』の初回限定盤DVDには、このツアーのうち新宿厚生年金会館で行われたライブ映像をダイジェスト収録している。
セットリスト
曲目・曲順には変更がある。
1. オーバーチャー
2. 「セカンド・ラブ」
3. 「少女A」
4. 「あなたのポート・レート」
5. 「銀河伝説」
6. 「ダウン・タウンすと〜り〜」
7. 「キャンセル!」
8. 「脆い午後」
9. 「X3ララバイ」
10. 「咲きほこる花に……」
11. 「哀愁魔術」
12. 「メルヘンロケーション」
13. 「カタストロフィーの雨傘」
14. 「トウィドル・デイ」
15. 「フィジカル」
16. 「アイツはジョーク」
17. 「にぎわいの季節へ」
18. 「傷だらけのラブ」
19. 「瑠璃色の夜へ」
20. 「1⁄2の神話」
21. 「温り」
22. 「スローモーション」

ツアー日程
1983年2月27日から1983年6月19日、全国18都市19公演
| 日付（1983年）   | 都道府県 | 会場                       |
| ---------------- | -------- | -------------------------- |
| 2月27日（2公演） | 東京都   | 新宿厚生年金会館           |
| 3月6日           | 静岡県   | 静岡市民文化会館           |
| 3月20日          | 宮城県   | 宮城県民会館               |
| 3月23日          | 愛知県   | 名古屋厚生年金会館         |
| 3月25日          | 広島県   | 広島郵便貯金ホール         |
| 3月26日          | 大阪府   | 大阪厚生年金会館           |
| 3月28日          | 茨城県   | 水戸文化センター           |
| 4月3日           | 栃木県   | 宇都宮市文化会館           |
| 4月9日           | 埼玉県   | 埼玉会館                   |
| 4月23日          | 神奈川県 | 横浜県民ホール             |
| 4月30日          | 北海道   | 苫小牧市民会館             |
| 5月1日           | 北海道   | 札幌市民会館               |
| 5月3日           | 北海道   | 旭川市民文化会館           |
| 5月5日           | 千葉県   | 千葉県文化会館             |
| 5月7日           | 熊本県   | 熊本県立劇場（演劇ホール） |
| 5月14日          | 新潟県   | 新潟県民会館               |
| 5月15日          | 富山県   | 富山市公会堂               |
| 6月19日          | 群馬県   | 太田市民会館               |

## 参照
1. 1 2 3 4  『バラード・ベスト 〜25th Anniversary Selection〜』（12cmCD, 12cmCD+DVD）中森明菜、ユニバーサルシグマ、2007年3月28日。UMCK-1223、UMCK-9177。
2. ↑  “楽天ブックス: バラード・ベスト-25Th Anniversary Selection - 中森明菜 : CD”.  楽天. 2011年6月4日閲覧。
3. 1 2 3 4  “JBOOK:バラード・ベスト -25th ANNIVERSARY SELECTION-【初回盤/DVD付】:中森明菜:CD”.  文教堂. 2011年6月4日閲覧。
4. 1 2 3  “バラード・ベスト〜25th Anniversary Selection〜 中森明菜のプロフィールならオリコン芸能人事典-ORICON STYLE”.  オリコン. 2012年2月14日閲覧。
5. 1 2 3 4 5  “中森明菜 / バラード・ベスト〜25th Anniversary Selection〜 [CD] [アルバム] - CDJournal.com”.   音楽出版社. 2011年6月4日閲覧。
6. 1 2 3 4 5  “中森明菜 - バラード・ベスト -25th ANNIVERSARY SELECTION-[初回限定盤][+DVD] - UNIVERSAL MUSIC JAPAN”.   ユニバーサルミュージック合同会社. 2012年7月17日閲覧。
7. ↑  “中森明菜 - ベスト・フィンガー〜中森明菜25周年記念セレクション - UNIVERSAL MUSIC JAPAN”.  ユニバーサルミュージック合同会社. 2012年7月17日閲覧。
8. ↑  “中森明菜 - 歌姫ベスト〜25th Anniversary Selection〜 - UNIVERSAL MUSIC JAPAN”.   ユニバーサルミュージック合同会社. 2012年7月17日閲覧。
9. ↑  “中森明菜 - バラード・ベスト -25th ANNIVERSARY SELECTION- - UNIVERSAL MUSIC JAPAN”.   ユニバーサルミュージック合同会社. 2012年7月17日閲覧。
10. ↑  “iTunes - ミュージック - 中森明菜「バラード.ベスト -25th ANNIVERSARY SELECTION-」”.  Apple. 2012年7月17日閲覧。
11. ↑  “mora[モーラ] : 中森明菜「バラード.ベスト -25th ANNIVERSARY SELECTION-」を試聴・ダウンロード”.  レーベルゲート. 2012年7月17日閲覧。
12. ↑  “中森明菜 - 艶華 -Enka-[初回限定盤A][+DVD] - UNIVERSAL MUSIC JAPAN”.   ユニバーサルミュージック合同会社. 2012年7月17日閲覧。
13. ↑  “ミュージックビデオサーチ｜スペースシャワーTV”.  スペースシャワーTV. 2012年2月14日閲覧。
14. ↑  “新アルバムは17歳明菜の特典DVD付き - 芸能ニュース : nikkansports.com”. 日刊スポーツ.  日刊スポーツ新聞社 (2007年3月17日). 2007年3月22日時点のオリジナルよりアーカイブ。2011年6月4日閲覧。
15. ↑  “CDアルバム 週間ランキング-ORICON STYLE ランキング”. 2007年03月26日〜2007年04月01日のCDアルバム週間ランキング（2007年04月09日付）.   オリコン. 2012年4月15日閲覧。
16. 1 2 3  (1983年) 中森明菜『Akina Milkyway '83 春の風を感じて』のツアー・パンフレット. 研音 (MILKY HOUSE)